# Boldogkői Zsolt
Boldogkői Zsolt Endre (született Tóth Zsolt, Tiszafüred, 1961. április 12. –) molekuláris biológus, az MTA doktora, a Szegedi Tudományegyetem Orvosi Biológiai Intézetének tanszékvezető egyetemi tanára. Számos jelentős tudományos publikációja mellett 2012 óta elsősorban azzal szerzett magának országos hírnevet, hogy különböző portálokon és nyomtatott sajtóorgánumokban, a médiában és különböző konferenciákon rendszeres ismeretterjesztő tevékenységet folytat az orvostudomány területén fellelhető áltudományos nézetekről.

## Tanulmányai és tudományos pályafutása
A tokaji Tokaji Ferenc Gimnáziumban érettségizett, 1979-ben. Okleveles biológusi diplomáját a debreceni Kossuth Lajos Tudományegyetemen szerezte 1986-ban. 1987-1990 között a budapesti Óbuda MgTsz Növénykórtani és Biotechnológiai Laboratóriumának, 1990-1993, valamint 1996-1998 között a gödöllői Mezőgazdasági Biotechnológiai Kutatóközpont tudományos segédmunkatársa. Okleveles külgazdász képzettséget a Gödöllői Agrártudományi Egyetemen 1995-ben kapott. 1995-1996 között a philadelphiai Wistar Institute orvosbiológiai központ látogató kutatója. A gödöllői egyetemen szerzett PhD-fokozatot molekuláris biológiából, 1999-ben. Előbb 1998-2000 között a budapesti Semmelweis Orvostudományi Egyetem Anatómia Intézetében, majd 2000-2003 között a bonni székhelyű Rajnai Frigyes Wilmos Egyetem Pszichiátriai és Pszichoterápiai Klinikájának Molekuláris Neurobiológiai Laboratóriumában tudományos munkatárs. A Szegedi Tudományegyetem Általános Orvostudományi Karának Orvosi Biológiai Intézetében 2003-2004 között adjunktus, 2004-2008 között docens, 2008-2009 között megbízott tanszékvezető egyetemi docens, 2009-től tanszékvezető egyetemi tanár. 2007-ben habilitált, 2008-tól az MTA doktora.

## Oktatói munkássága

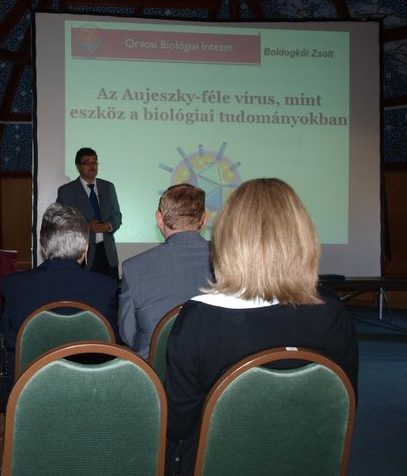
Boldogkői Zsolt előadása 2008-ban, az Aujeszky-emlékérem átvételekor

2003 óta a Szegedi Tudományegyetem Általános Orvostudományi Kar Orvosi Biológiai Intézetének munkatársa, 2008-tól az intézet igazgatója. Jelenleg az alábbi tantárgyak oktatásában vesz részt:
- Sejtbiológia és molekuláris genetika
- Molekuláris biológia határai
- Orvosi molekuláris biológia és genomika

## Kutatói munkássága
Tudományos publikációinak száma meghaladja a százat. Az általa vezetett kutatócsoport főbb kutatási témái:
- Intelligens vírus vektorok az agykutatásban
- A herpesz vírus transzkriptom vizsgálata
- A cis-antiszensz RNS-ek szabályozási mechanizmusának vizsgálata
- A szívizom sejtek kálium csatornáinak vizsgálata

2011-ben két társszerzővel szabadalmat kapott "Novel tool for the analysis of neural circuits" néven.

## Ismeretterjesztő tevékenysége
2012 óta tudományos ismeretterjesztő tevékenysége egyre intenzívebb. 2013-ban válogatott ismeretterjesztő írásai jelentek meg a genetikáról "A szabad elme illúziója" címmel.
Vállaltan ateista és írásaiban a valláskritika is jellemző.

## Tevékenysége körüli viták
Boldogkői professzornak az alternatív medicinával szembeni széles körű fogyasztóvédelmi és tudományos ismeretterjesztő tevékenysége miatt 2014. november 20-án Dr. Katona Edit pszichiáter, a Magyar Homeopata Orvosi Egyesület elnöke “A Boldogkői-jelenség” címmel írást jelentetett meg az egyesület honlapján, amelyben a professzor orvosi kompetenciáját vitatta. Az írásra Dr. Mari Zoltán, a baltimore-i Johns Hopkins Egyetem neurológus professzora november 28-án a gepnarancs.hu oldalán reagált, jelezve, hogy az orvostudományi kutatók köre nem szorítkozik csak az orvosokra; és ugyanitt – Boldogkőivel egyetértve – kifejtette, hogy az alternatív gyógymódokkal szemben indokolt a klinikai tesztelés elvárása. Boldogkői a személyét és érveit ért kritikákra összefoglalóan, ugyancsak a gepnarancs.hu oldalán válaszolt, többször is.

## Megjelent könyvei
- A szabad elme illúziója - Válogatott írások a gének hatalmáról, Kulcslyuk Kiadó, 2013
- Hiénák a betegágy körül, Akadémiai Kiadó, 2016
- San Diego - 2032, Amazon Kiadó (internetes megjelentést követően), 2016

## Elismerései
- 2008-ban Aujeszky-emlékéremmel tüntették ki.[24]
- 2023 óta nevét viseli az 541185 Boldogkői kisbolygó.[25]
- 2025-ben Orosz László-életműdíjat kapott.[26]